# César Acevedo
César Augusto Acevedo Aguilar (Ciudad Arce; 5 de septiembre de 1953) es un exjugador de fútbol salvadoreño y actualmente entrenador del Once Lobos. Es hermano menor del futbolista mundialista Elmer Acevedo.
Ha dirigido desde 1990 a la selección sub-17 y clubes de El Salvador, incluido el Apaneca, Arcense, Acajutla y Once Lobos.

## Trayectoria
Pasó toda su carrera como jugador en el FAS de la Primera División de El Salvador. Formó parte del plantel que ganó la Copa de Campeones de la Concacaf 1979.

## Selección nacional
Jugó para la selección de El Salvador, participando en la ronda de clasificación para la Copa Mundial de 1978 contra Panamá el 2 de mayo de 1976.

### Participaciones en clasificatorias
| Clasif.              | Sede   | Resultado | Part. | Goles |
| -------------------- | ------ | --------- | ----- | ----- |
| Clasif. Mundial 1978 | Varias | Eliminado | 1     | 0     |

## Palmarés

### Como jugador

#### Títulos nacionales
| Título           | Equipo | País        | Año     |
| ---------------- | ------ | ----------- | ------- |
| Primera División | FAS    | El Salvador | 1977-78 |
| Primera División | FAS    | El Salvador | 1978-79 |

#### Títulos internacionales
| Título                           | Equipo | País        | Año  |
| -------------------------------- | ------ | ----------- | ---- |
| Copa de Campeones de la Concacaf | FAS    | El Salvador | 1979 |

### Como entrenador
| Título          | Equipo     | País        | Año           |
| --------------- | ---------- | ----------- | ------------- |
| Liga de Ascenso | Once Lobos | El Salvador | Clausura 2014 |